# Northrop YF-17
Northrop YF-17 (tên riêng không chính thức là "Cobra" - Hổ mang bành) là một nguyên mẫu máy bay tiêm kích ban ngày hạng nhẹ, được thiết kế cho Không quân Hoa Kỳ trong chương trình đánh giá công nghệ Máy bay tiêm kích hạng nhẹ (LWF). LWF được tạo ra do nhiều người trong quân đội tin rằng những máy bay như F-15 Eagle quá lớn và chi phí cao cho vai trò máy bay chiến đấu. YF-17 là thiết kế cao nhất trong một loạt thiết kế của Northrop, bắt đầu từ N-102 Fang vào năm 1956, tiếp tục đến seri F-5.
Dù thất bại trong cuộc cạnh tranh LWF với F-16, nhưng YF-17 lại được lựa chọn cho chương trình VFAX mới. Bản mở rộng của YF-17 là F/A-18 Hornet đã được Hải quân Hoa Kỳ và Thủy quân Lục chiến Hoa Kỳ chấp nhận để thay thế A-7 Corsair II và F-4 Phantom II, để bù cho phần lực lượng thiếu hụt do F-14 Tomcat không đáp ứng được vì chi phí cao. Thiết kế F/A-18 Hornet, được ý tưởng như một máy bay tiêm kích hạng nhẹ nhưng trớ trêu lại hình thành F/A-18E/F Super Hornet, mà F/A-18E/F lại có kích thước tương đương với F-15 Eagle nguyên bản. Super Hornet đã thay thế F-14 Tomcat trong biên chế và hoạt động như một máy bay chiến đấu phản lực đa vai trò trong Hải quân từ cường kích đến tiêm kích, tiếp nhiên liệu và tác chiến điện tử.

## Thiết kế và phát triển

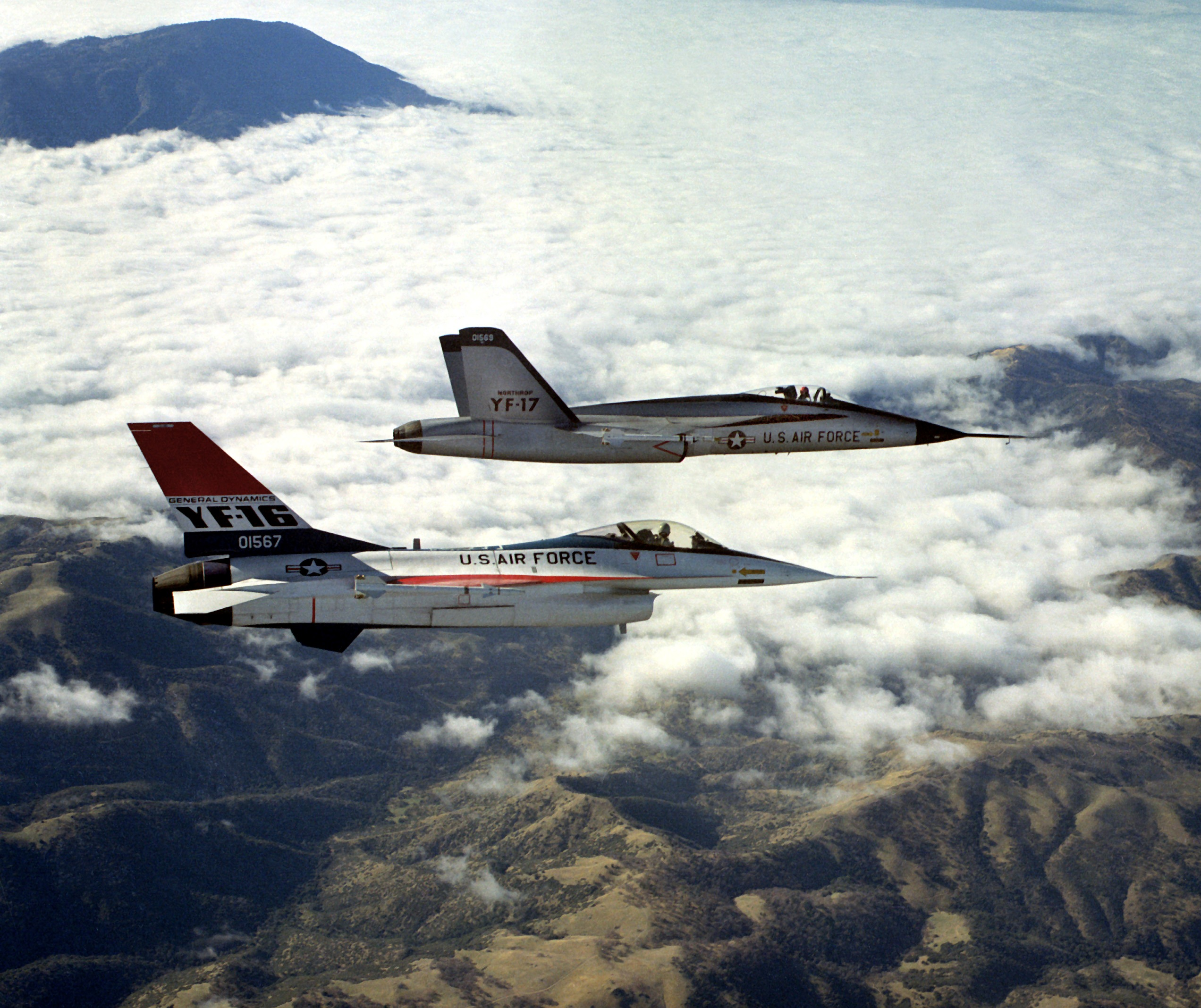
YF-16 và YF-17, bay bên cạnh nhau, vũ trang với tên lửa AIM-9 Sidewinder.

Những yếu tố thiết kế chính của YF-17 đã hình thành vào đầu năm 1965, từ dự án N-300 của Northrop. N-300 bản thân nó lại dựa vào thiết kế của F-5E, được sửa đổi với một thân máy bay kéo dài, mở rộng khoảng nhỏ gốc gờ trước cánh máy bay (LERX), và hai động cơ phản lực GE15-J1A1 mạnh hơn, đạt 9.000 lbf mỗi chiếc. Cánh được di chuyển lên cao hơn trên thân để tăng khả năng chứa bên trong. N-300 sau đó được mở rộng thành P-530 Cobra, tận dụng động cơ GE15J1A5 13.000 lbf, với tỷ lệ đường vòng rất nhỏ 0.25. Đường vòng có hiệu quả là chỉ một dòng làm mát cho phần phía sau của động cơ, dẫn đến biệt danh "leaky turbojet", cho phép khoang động cơ nhẹ hơn, nguyên liệu chế tạo cũng rẻ hơn.
Kiểu bố trí cánh và bộ phận mũi của P-530 tương tự với F-5, với dạng hình thang hình thành do góc xuôi 20° bởi đường dây cung một phần tư, và một phận lái ở đuôi không quét xuôi, nhưng gấp hai lần diện tích cánh, với 400 ft² so với 186 ft² của F-5E. Lúc đầu cánh được đặt lên phần vai, sau đó dần dần được chuyển về vị trí giữa thân. Đặc tính mới để phân biệt với LERX, là đằng sau buồng lái phần thân được vót thon. Điều này cho phép khả năng thao diễn tại góc đụng trên 50°, bằng việc cung cấp khoảng 50% lực nâng cộng thêm. Các nhà thiết kế cũng mở rộng khe hút không khí vào trong động cơ tại những góc đụng cao. Những đặc điểm đó của máy bay giống như cái đầu của rắn hổ mang, do đó đã dẫn đến biệt danh "Cobra", thường không được gọi chính thức cho YF-17. Những nghiên cứu chỉ ra bộ thăng bằng thẳng đứng đơn không đủ tại góc đụng cao, và nó được thay bằng hai bộ ổn định thẳng đứng, có độ nghiêng 45°. Kết quả là một máy bay có độ ổn định theo chiều dọc tốt, tăng cường khả năng thao diễn. Tuy nhiên, hãng Northrop chưa tin cậy hoàn toàn vào hệ thống điều khiển bằng dây và giữ lại hệ thống điều khiển bay bằng tín hiệu máy. Và thiết kế này đã được hé mở vào ngày 28 tháng 1-1971, nó được quảng cáo có trọng lượng tối đa là 40.000 pound và tốc độ cao nhất Mach 2, nhưng các khách hàng nước ngoài lại không quan tâm đến YF-17.

### Thiết kế đặc trưng

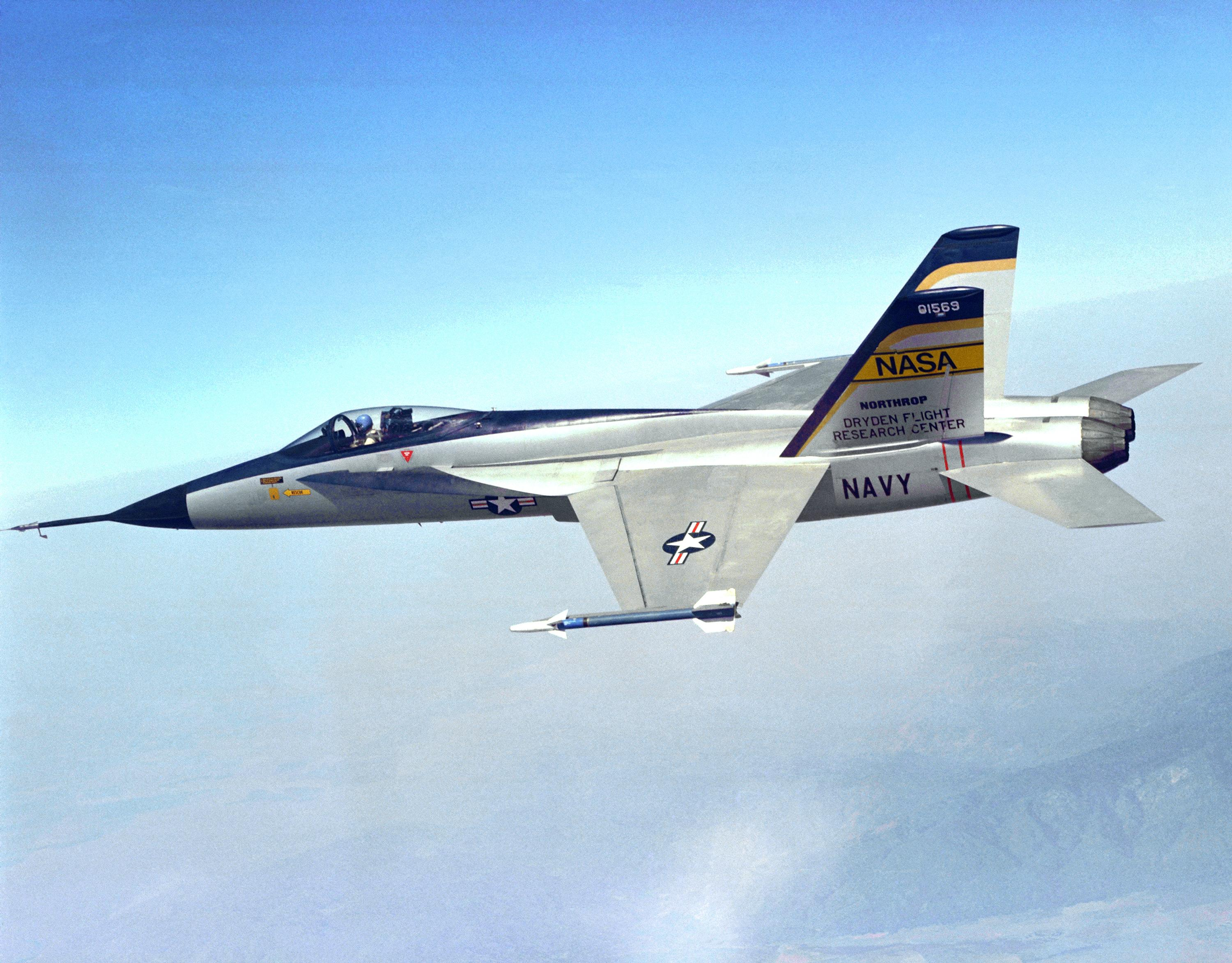
Northrop YF-17 bay thử nghiệm cho NASA

YF-17 được chế tạo chủ yếu bằng nhôm, cấu trúc vỏ ứng suất nửa vỏ cứng liền truyền thống, tuy nhiên hơn 900 pound trong cấu trúc của nó là hỗn hợp than chì/epoxy. Phần mũi nhỏ chứa một radar cự ly đơn giản. Buồng lái có một ghế phóng nghiêng 18°, một vòm bọt, và một màn hình hiển thị trước mặt (HUD). Những cánh mỏng không chứa nhiên liệu, và trong vùng như gờ trước cánh chính, bộ phận lái ở đuôi và LERX, bao gồm tâm rỗ tổ ong Nomex với mặt phiến ghép lại. Phía sau của máy bay sử dụng hai cánh đuôi ổn định chuyển động làm bằng nhôm với lõi có dạng rỗ tổ ong, và hai cánh đuôi ổn định thẳng đứng trong cấu trúc quy ước. Giống như cánh, gờ trước cánh chính và cánh sau có cấu trúc mặt phiến ghép lại với lõi rỗ tổ ong. Một phanh tốc độ được đặt phía trên và giữa các động cơ.
Máy bay được trang bị một cặp động cơ turbofan General Electric YJ101-GE-110 14.400-lbf mỗi chiếc, một phát triển của động cơ GE15, được đặt gần nhau để giảm tối đa tính không đối xứng lực đẩy trong trường hợp mất một động cơ. Để dễ dàng bảo dưỡng, động cơ được đặt giá đỡ chắc chắn cho phép có thể di chuyển động cơ từ phía dưới máy bay, không phải lo sợ làm hỏng hóc hệ thống điều khiển ổn định. Mỗi động cơ được điều khiển bởi một hệ thống thủy lực độc lập. Không giống như P530, YF-17 sử dụng một hệ thống lái bằng dây được sắp xếp phối hợp từng phần, chính thức gọi là hệ thống tăng cường điều khiển điện tử (CAS), sử dụng những cánh phụ, đuôi lái, và ổn định cho điều khiển bay chính.

## Thử nghiệm và đánh giá

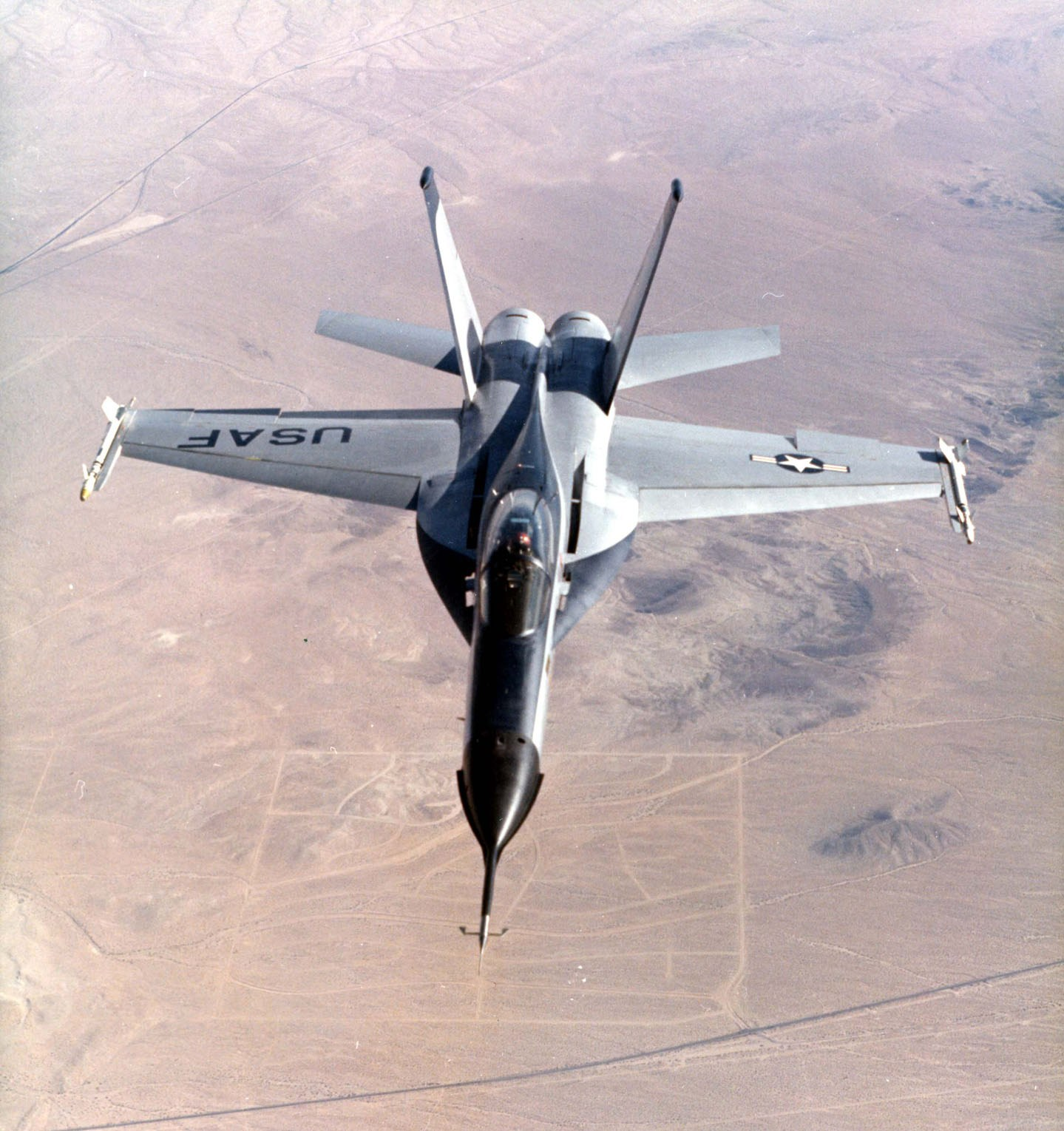
Northrop YF-17 đang bay

Khi chương trình Máy bay tiêm kích hạng nhẹ được công bố vào năm 1971, Northrop đã sửa đổi P530 thành thiết kế P600 và được chỉ định tên gọi YF-17A. Trong khi P530 được mong đợi như một máy bay đa vai trò, P600 sẽ hoàn toàn là một máy bay thuyết trình không đối không, và do đó khẩu pháo được chuyển xuống cạnh bên dưới của thân, đến phần cao hơn. Thiết kế của YF-17 và nguyên mẫu động cơ YJ101 (một phát triển cửa động cơ GE15]], sử dụng trong khoảng 1 triệu giờ, và 5.000 giờ thử nghiệm trong đường hầm gió.
Nguyên mẫu đầu tiên (có số hiệu ở đuôi là 72-1569) được ra mắt tại Hawthorne vào ngày 4 tháng 4-1974, và thực hiện chuyến bay đầu tiên tại Căn cứ không quân Edwards vào 9 tháng 6. Mẫu thứ hai (72-1570) bay vào ngày 21 tháng 8. Đến năm 1974, YF-17 được đem ra cạnh tranh với General Dynamics YF-16 Fighting Falcon. Hai nguyên mẫu bay 288 chuyến bay thử nghiêm, tổng công là 345.5 giờ. YF-17 đạt vận tốc cực đại là Mach 1.95, hệ số tải tối đa là 9.4 g, và đạt độ cao tối đa 50.000 feet. Nó đã có thể đạt góc đụng 34° duy trì liên tục trong khi bay ngang, và 63° khi bay lên với vận tốc 50 knots.
Hải quân Hoa Kỳ là một người tham gia nhỏ vào chương trình LWF. Tháng 8-1974, tại Cuộc họp định hướng, Hải quân đã quyết định sử dụng tối đa công nghệ và phần cứng của LWF cho máy bay tiêm kích tấn công hạng nhẹ mới của mình, chương trình VFAX. Trong khi không một hãng đấu thầu nào có kinh nghiệm với các máy bay tiêm kích hải quân, họ đã tìm kiếm đối tác để có được những ý kiến chuyên môn. Đội thiết kế General Dynamic với LTV Aerospace; Northrop với McDonnell Douglas. Từng thiết kế được đệ trình xem xét nhằm thỏa mãn yêu cầu của hải quân về radar tầm xa và khả năng đa vai trò.

## Thông số kỹ thuật (YF-17A)

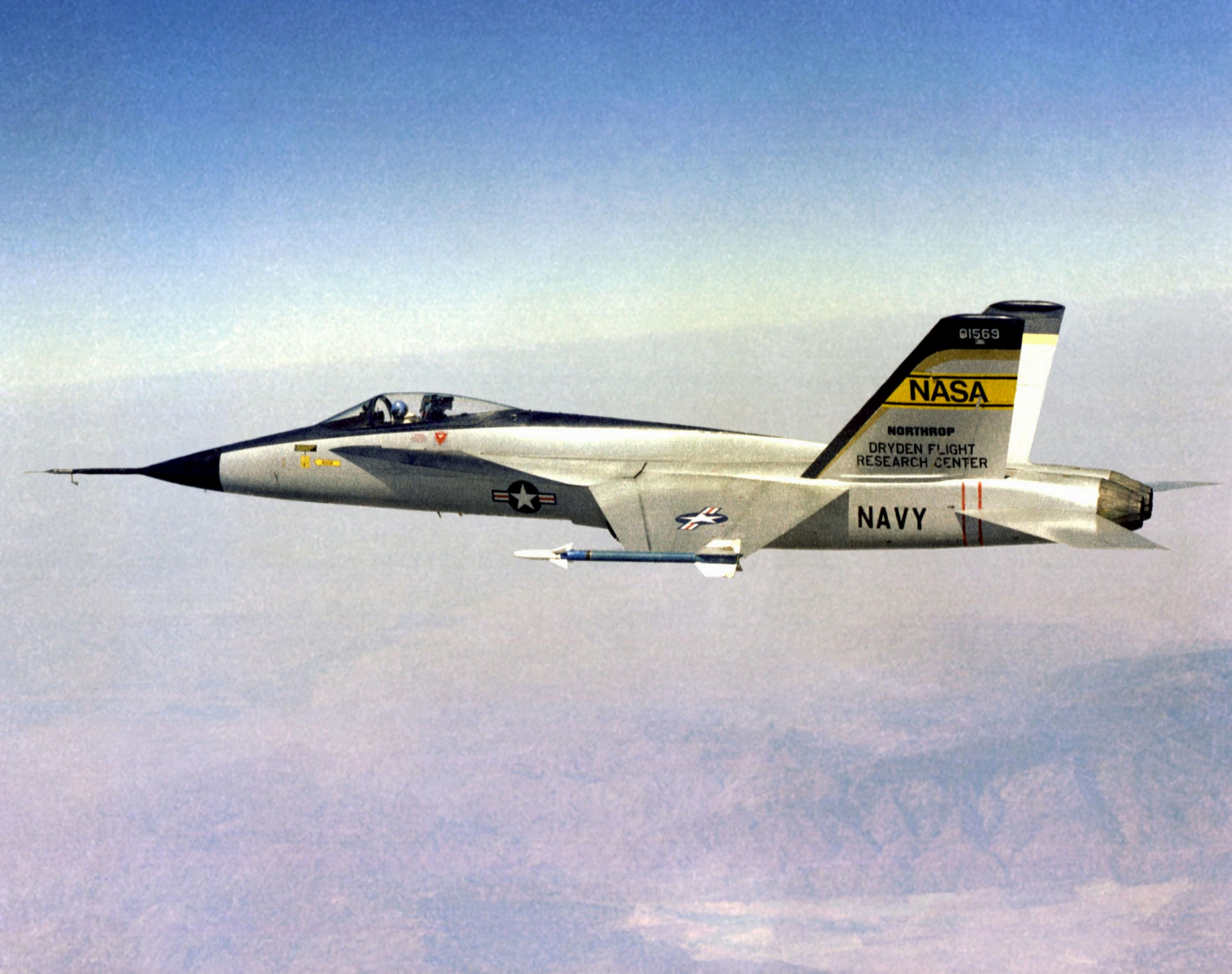
YF-17

### Đặc điểm riêng
- Phi đoàn: 1
- Chiều dài: 56 ft 0 in (17.0 m)
- Sải cánh: 35 ft 0 in (10.5 m)
- Chiều cao: 16 ft 6 in (5.0 m)
- Diện tích cánh: 350 ft² (32 m²)
- Trọng lượng rỗng: 17.180 lb (7.800 kg)
- Trọng lượng cất cánh: 23.000 lb (10.430 kg)
- Trọng lượng cất cánh tối đa: 34.280 lb (15.580 kg)
- Động cơ: 2× General Electric YJ101[2], 14.400 lbf (67 kN) mỗi chiếc

### Hiệu suất bay
- Vận tốc cực đại: Mach 1.95
- Tầm bay: 2.990 mi (4.810 km)
- Trần bay: 50.000 ft (15.000 m)
- Vận tốc lên cao: 50.000 ft/phút (250 m/s)
- Lực nâng của cánh: 66 lb/ft² (320 kg/m²)
- Lực đẩy/trọng lượng: 1.25

### Vũ khí
- 1× pháo 20 mm (0.787 in) M61 Vulcan
- 2× tên lửa AIM-9 Sidewinder

## Nội dung liên quan

### Máy bay có cùng sự phát triển
- Northrop F-5
- F/A-18 Hornet

### Máy bay có tính năng tương đương
- F-16 Fighting Falcon
- Mikoyan MiG-29

### Trình tự thiết kế
- F-14 - F-15 - F-16 - YF-17 - F/A-18 - F-20 - F-21